# اسکونه ۴۶۰

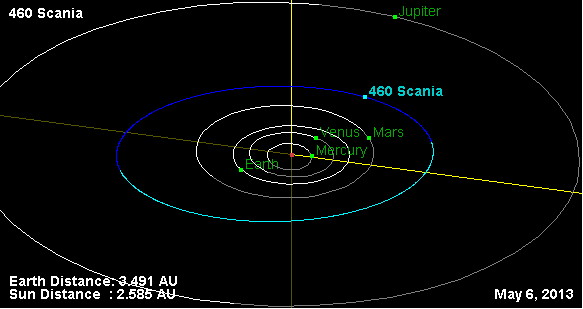
نمایی از محل قرارگیری سیارک اسکونه ۴۶۰ در مدار – ۲۰۱۳

سیارک ۴۶۰ (به انگلیسی: 460 Scania، نامگذاری:1900FN) چهارصد و شصتمین سیارک کشف شده‌است که در ۲۲ اکتبر ۱۹۰۰ و در هایدلبرگ کشف شد.
قدر مطلق سیارک برابر ۱۰٫۶۰ است.